# Javor babyka v Pisárkách
Javor babyka v Pisárkách je památný strom, který roste v parku na pravém břehu řeky Svratky v Pisárkách.
Stojí pod Červeným kopcem při vyústění údolíčka Čertík do údolí Svratky u lávky přes řeku ke koupališti Riviera Brno. Při silném větru přišel strom o část své koruny a byl nezbytný zásah odborné firmy.

## Základní údaje
- obvod kmene: 280 cm (ve výšce 1,3 m nad zemí)[2] / 268 cm[1][3] / 250 cm[4]
- výška : 18 m
- stáří : asi 150 let (r. 2011)[2] / 200 let[3]